# آرتور آرچر
آرتور آرچر (انگلیسی: Arthur Archer؛ 1874 – ۱۹۴۰ (۶۵−۶۶ سال)) بازیکن فوتبال اهل بریتانیا بود.
از باشگاه‌هایی که در آن بازی کرده‌است می‌توان به باشگاه فوتبال کویینز پارک رنجرز، باشگاه فوتبال تاتنهام هاتسپر، باشگاه فوتبال گیلینگام، باشگاه فوتبال نوریچ سیتی، باشگاه فوتبال میلوال، باشگاه فوتبال بیرمنگام سیتی، و باشگاه فوتبال برایتون اند هوو آلبیون اشاره کرد.